# Abszorpció (kémia)
Az abszorpció egy fizikai-kémiai jelenség, melynek során gázok vagy gőzök atomjai-molekulái folyadékkal vagy szilárd testtel érintkezve abban elnyelődnek. A végső soron a latinból (absorbere: ’elnyelni’) származó abszorbeálás, abszorpció szavak jelentése: ’valamit felszívni, elnyelni, megemészteni; elmélyedni, elmerülni valamiben, megkötni valamit’.

Abszorpciós berendezés vázlata
1a és 1b: összetevők be
2: elegy ki 3: tartály 4: elegy

A gázrészecskék diffúziós mozgással jutnak az anyag belsejébe, s az elnyelő anyag szerkezetében helyezkednek el (az elnyelő folyadék molekulái között vagy a szilárd anyag kristályszerkezetében). 
(Egyes anyagok abszorpciós képessége igen nagy lehet - pl. a palládium a hidrogént - igen nagy mennyiségben képes elnyelni.)
Az abszorpciós folyamatban nagy szerepe van a gáz és az elnyelő anyag  közötti érintkezési felület nagyságának is: törekednek arra, hogy az abszorberekben ez a felület minél nagyobb legyen.
Ionos kötésű gázok (sósav, ammónia stb,) esetében felléphet kémiai kölcsönhatás is az elnyelő anyaggal, ez nagymértékben elősegíti ezen gázok abszorpcióját. 
(Pl. ha a normál állapotú nitrogénnek vízben való elnyelődési képességét tekintjük 1 egységnek, akkor a víz az oxigénből kétszer annyit, de a sósavból már 27 ezerszerest, az ammóniából pedig közel fél milliószor annyi térfogatút képes elnyelni!)
A gázok oldhatósága - a gáz és az oldószer fajtáján kívül - függ a hőmérséklettől és a nyomástól. Az elnyelő anyag magasabb hőmérsékleten kevesebb gázrészecskét képes megtartani a gázmolekulák intenzívebb diffúziós hőmozgása következtében - ezt használják ki az oldott anyag kiűzésére (deszorpció). (Ezáltal pl. az értékes mosófolyadék újbóli felhasználásra visszanyerhető.)
Az elnyelt gázok jelentősen megváltoztatják az adott anyag fizikai, kémiai tulajdonságait, ezért az abszorpció széleskörűen alkalmazható gázok kimutatására, lekötésére tárolás céljából, ill. gázelegyek szétválasztására (szelektív abszorpció) és gáz-szennyezések eltávolítására (tisztítás).